# 1571
1571 (MDLXXI) a fost un an comun al calendarului iulian, care a început într-o zi de luni.

## Evenimente
- 7 octombrie: Bătălia de la Lepanto (Grecia). Confruntare navală între forțele aliate creștine (Veneția, papa și Spania) și turcii otomani, în timpul unei campanii otomane de cucerire a insulei venețiene Cipru. După patru ore de luptă, aliații, conduși de Juan de Austria, au învins, capturând 117 nave otomane.

## Nașteri
- 29 septembrie: Caravaggio (n. Michelangelo Merisi), pictor italian (d. 1610)
- 27 decembrie: Johannes Kepler, matematician, astronom și naturalist german (d. 1630)

## Decese
- 13 februarie: Benvenuto Cellini  (n. 1500)
- 14 martie: Ioan Sigismund Zápolya  (n. 1540)
- dată necunoscută: Nicolò dell'Abate pictor italian (n. 1512)
- 3 ianuarie: Joachim al II-lea Hector, Elector de Brandenburg  (n. 1505)
- 7 octombrie: Dorothea de Saxa-Lauenburg  (n. 1511)
- dată necunoscută: Jan van der Elburcht pictor olandez (n. 1500)